# Wytyczne techniczne G-4.3
Wytyczne techniczne G-4.3 – archiwalne wytyczne, zbiór zasad technicznych dotyczących wykonywania prac geodezyjnych w Polsce, związanych z bezpośrednimi pomiarami wysokościowymi, wprowadzony zaleceniem Dyrektora Biura Rozwoju Nauki i Techniki Stanisława Różanka z 14 stycznia 1983 w sprawie stosowania wytycznych technicznych "G-4.3 Bezpośrednie pomiary wysokościowe". 
Wytyczne G-4.3 zostały znowelizowane wytycznymi technicznymi G-4.1 : 2007 "Pomiary sytuacyjne i wysokościowe metodami bezpośrednimi" i stanowiły uzupełnienie instrukcji technicznej G-4 będącej do 8 czerwca 2012 standardem technicznym w geodezji.
Zasady określone tymi wytycznymi zostały wprowadzone w celu ujednolicenia wykonywania pomiarów wysokościowych w zakresie geodezyjnych opracowań rzeźby terenu i określenia rzędnych wysokości charakterystycznych punktów szczegółów sytuacyjnych przy sporządzaniu mapy zasadniczej i innych map wielkoskalowych (w tym map sytuacyjno-wysokościowych, tematycznych). Jedynym wydaniem było wydanie I z 1981 opracowane przez Tadeusza Ficka, Annę Dumę, Juliana Hrycynę, Bolesława Momota, Czesława Odoja, Józefa Sołtysa i Augustyna Wolano zgodnie z zaleceniami Biura Rozwoju Nauki i Techniki Głównego Urzędu Geodezji i Kartografii reprezentowanego przez Edwarda Jarosińskiego i Apoloniusza Szejbę. 
Wytyczne dotyczą pomiarów wysokościowych wykonywanych metodami:
1. niwelacji powierzchniowej (niwelacja siatkowa, niwelacja profilami, niwelacja punktów rozproszonych)
2. tachimetrii
3. tachimetrii o podwyższonej dokładności
4. pomiaru rzeźby terenu metodą stolikową

oraz ustalają dla każdej z metod:
1. charakterystykę metody
2. dokładności końcowe wyników pomiaru
3. zasady zastosowania metody
4. sposób wykonania pomiaru
5. prace obliczeniowo-kontrolne i obliczeniowe oraz sposób przeprowadzania oceny dokładności pomiaru
6. wzory i przykłady dokumentów pomiarowych

Stosowanie innych metod, narzędzi i materiałów zostało dopuszczone pod warunkiem zachowania wymaganych zasad obligatoryjnych i dokładności opracowań wynikowych ustalonych w instrukcji G-4. Materiały geodezyjno-kartograficzne, które powstały w wyniku wykonania robót geodezyjnych, kompletuje się i przekazuje do właściwego miejscowo ośrodka dokumentacji geodezyjnej i kartograficznej zgodnie z instrukcją O-3.
Wytyczne G-4.3 nie obejmują zasad kartograficznego opracowania map.